# As Smart As They Are: The Author Project
As Smart As They Are: The Author Project è un film documentario del 2005 scritto e diretto da Joe Pacheco.

## Distribuzione

### Data di uscita
- USA: 23 aprile 2005 (Newport Beach International Film Festival)
- USA:	24 aprile 2005 (Arizona International Film Festival)
- UK: 6 giugno 2005 (Filmstock International Film Festival)
- USA: 11 giugno 2005 (Washington)
- USA: 20 agosto 2005 (New York)
- USA:	14 settembre 2005 (Anthology Film Archives)
- USA:	3 marzo 2006 (Lake County Film Festival)
- USA: 30 aprile 2006 (Indianapolis International Film Festival)
- Italia: 7 settembre 2006 (Festivaletteratura Mantova)
- USA:	30 ottobre 2007 (DVD première)

## Riconoscimenti
- Arizona International Film Festival 2005: Premio del pubblico al miglior film a Joe Pacheco
- Atlanta Underground Film Festival 2005: Miglior documentario a Joe Pacheco
- Night Gallery Film Festival 2005: Premio del pubblico a Joe Pacheco
- Lake County Film Festival 2006: Premio speciale della giuria a Joe Pacheco
- Park City Film Music Festival 2006: Miglior documentario musicale a Joe Pacheco